# Epinecrophylla gutturalis
El hormiguerito ventripardo u hormiguerito de espalda marrón (en Venezuela) (Epinecrophylla gutturalis), es una especie de ave paseriforme perteneciente al género Epinecrophylla de la familia Thamnophilidae. Es nativo del escudo guayanés en América del Sur.

## Distribución y hábitat
Se distribuye por el este de Venezuela (Bolívar, al este del río Caroní), Guyana, Surinam, Guayana francesa y el noreste de la Amazonia brasileña (al este del río Branco y bajo río Negro, al norte del río Amazonas).
Esta especie es bastante común en el sotobosque de selvas húmedas tropicale de regiones bajas, hasta los 1000 m de altitud.

## Descripción
Mide entre 9,5 y 10,5 cm de longitud y pesa entre 7,5 y 9,5 g. El macho es de color pardo oliva por arriba , las cobertoras de las alas con puntos blancos; la garganta es punteada de negro y blanco, los lados de la cabeza y del pecho son grises, el vientre es parduzco. La hembra es igual al macho por arriba pero con los puntos de las alas de color pardo amarillento. Por abajo es de color ocráceo uniforme.

## Comportamiento
Ocurre a los pares o en pequeños grupos, generalmente forrajeando con bandos mixtos del sotobosque. Busca presas en el follaje o en tallos, también inspecciona hojas muertas curvadas.

### Alimentación
Su dieta consiste de una variedad de insectos y arañas.

### Vocalización
Su canto es un trinado alegre de tono alto que desciende lentamente, «sii-i-i-i-i-i-iu».

## Sistemática

### Descripción original
La especie E. gutturalis fue descrita por primera vez por los zoólogos británicos Philip Lutley Sclater y Osbert Salvin en 1881 bajo el nombre científico Myrmotherula gutturalis; localidad tipo «Bartica, Guyana.».

### Etimología
El nombre genérico femenino «Epinecrophylla» proviene del griego «epi»: sobre, «nekros»: muerto, y «phullon»: hoja; significando «sobre hojas muertas», reflejando la fuerte predilección de las especies de este género por buscar insectos en hojas muertas colgantes; y el nombre de la especie «gutturalis», del latín:  relativo a la garganta.

### Taxonomía
Diversos autores sugirieron que el género Myrmotherula no era monofilético, uno de los grupos que fueron identificados como diferente del Myrmotherula verdadero fue el grupo de garganta punteada o haematonota, cuyos miembros comparten similitudes de plumaje, de hábitos de alimentación y de vocalización. Finalmente, análisis filogenéticos de la familia conducidos por Isler et al. (2006), incluyendo 6 especies del grupo haematonota y más 12 de Myrmotherula, encontraron que los dos grupos no estaban hermanados. Para aquel grupo fue descrito el género Epinecrophylla. La separación en el nuevo género fue aprobada por la Propuesta N° 275 al Comité de Clasificación de Sudamérica (SACC) en mayo de 2007.
Es monotípica.